# Dalbobergens sanatorium

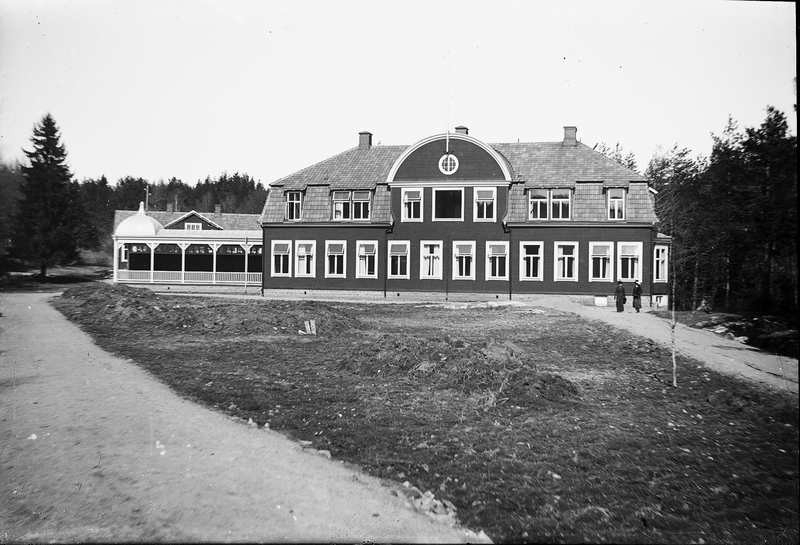
Dalbobergens sanatorium 1910–1920-tal.

Dalbobergens sanatorium, även Tuberkulosanstalten Dalbobergen och andra namn, var en vårdinrättning för tuberkulossjuka i Vänersborg. 
Sanatoriet etablerades 1914 av Älvsborgs läns landsting. Vid starten hade det 28 vårdplatser, vilka gradvis ökades till 40 under 1920-talet. Från 1930-talet betecknades det som ett barnsanatorium och hade en egen lärarinna anställd. 
Samhällets insatser med BCG-vaccinering och den förbättrade levnadsstandarden  gjorde att förekomsten av barntuberkulos minskade, och 1947 kunde  sanatoriet stängas. Anläggningen användes därefter som vårdhem för långtidssjuka till 1969.